# Брегматична кост
Брегматичната кост е черепна шевова кост. Началото на брегматичната кост е дадено от голямата фонтанела. Пресича се от сагиталния шев и короналния шев (и челния шев). Намира се между челна кост и две теменни кости.
Тази статия включва част от текста за редакция на обществено достояние на Анатомията на Грей.